# Măgura (gmina w okręgu Bacău)
Măgura – gmina w Rumunii, w okręgu Bacău. Obejmuje miejscowości Crihan, Dealu Mare, Măgura i Sohodol. W 2011 roku liczyła 4151 mieszkańców.